# 咸福宮
咸福宮（穆麟德轉寫：hiyan fu gung），為紫禁城內廷西六宮之一，位于西六宮西北角。

## 历史
咸福宫是紫禁城内廷西六宫之一。明朝永樂十八年（1420年）建成，初名“寿安宫”。明朝嘉靖十四年（1535年）更名为“咸福宫”。清朝康熙二十二年（1683年）重修，光绪二十三年（1897年）修整。
咸福宫是后妃所居，前殿是行礼升座之处，后殿是寝宫。乾隆年间改为皇帝偶尔起居之所。嘉庆四年正月（1799年），乾隆帝崩，嘉庆帝住在咸福宫守孝，下令不设床，仅仅铺白毡、灯草褥，以咸福宫为苫次。在咸福宫居住的十个月间，嘉庆帝在此主持政务，见军机大臣，并写下一副对联：“一日万机，咸熙功有作；群黎百姓，福锡德无疆。”嵌入了“咸福”二字。嘉庆帝的亲政生涯便是这样从咸福宫开始。同年十月，嘉庆帝方才移居养心殿。嘉庆帝驾崩后，道光帝在咸福宫“寝毡枕块”，为父皇守制，并作《初居咸福宫述悲》一诗。此后，咸福宫一度恢复成妃嫔居所，道光帝琳贵人（庄顺皇贵妃）、成贵妃、彤贵妃、常妃等都曾在咸福宫居住。
道光三十年（1850年），咸丰帝住在咸福宫为道光帝守孝。守孝期满后，他仍经常在咸福宫居住，以默念祖宗持守的基业与意志。为此咸丰帝将咸福宫后殿命名为“同道堂”。咸丰三年，奕訢之母康慈皇贵太妃（道光帝的静贵妃）曾在咸福宫短暂居住。咸丰五年至咸丰六年间，咸丰帝的懿嫔那拉氏（即日后的慈禧太后）曾在同道堂居住。咸丰六年，懿嫔在此生下咸丰帝的第一个儿子，也是后来惟一成活的儿子载淳（即日后的同治帝）。生子后，懿嫔很快升为贵妃，迁回储秀宫。咸丰帝御赐给懿嫔两方印章，其一便是同道堂之印。同治年间，慈禧太后最爱钤用该印章。如今同道堂内保留着咸丰时期的原状陈设。
咸福宫正殿前檐挂有“咸福宫”陡匾。乾隆六年（1741年），乾隆帝命依照永寿宫陡匾的式样，制作十一面匾额，并亲自题写，分别挂在东六宫、西六宫除永寿宫之外的其他十一宫的正殿。乾隆帝还下谕旨：“自挂之后，至千万年，不可擅动，即或妃嫔移住别宫，亦不可带往更换。”
清朝乾隆年间，乾隆帝命画师以中国古代后妃美德为範，绘制《宫训图》十二幅，年节分别张挂在东六宫、西六宫，事毕收藏在景阳宫的学诗堂（见《养吉斋丛录》）。每幅图配赞四言十二句，以诫后妃永远效法。《清宫词》曰：“瑶星坤极霭祥光，宫训图成十二章。岁岁春朝重展现，云缣深护学诗堂。”十二幅《宫训图》及其宣扬的女性美德为：
1. 景仁宫《燕姞梦兰图》（愿景）
2. 承乾宫《徐妃直谏图》（忠直）
3. 钟粹宫《許奉案图》（尊老）
4. 延禧宫《重农图》（勤劳）
5. 永和宫《樊姬谏猎图》（劝谏）
6. 景阳宫《马练衣图》（节俭）
7. 永寿宫《班姬辞辇图》（知礼）
8. 翊坤宫《昭容评诗图》（读书）
9. 储秀宫《西陵教蚕图》（创新）
10. 启祥宫《脱簪图》（相夫）
11. 长春宫《太姒诲子图》（教子）
12. 咸福宫《婕妤当熊图》（勇敢）[4]

此外，乾隆帝还御撰《宫训诗》，命大学士张照、梁诗正、汪由敦分别书写而成。根据乾隆帝的要求，《宫训图》遂于每年腊月二十六日在东、西六宫张挂春联、门神的同时张挂，正殿东墙挂《宫训诗》，西墙挂《宫训图》，至次年二月二日收门神之日，将各宫《宫训图》收贮于景阳宫后的学诗堂。《国朝宫史续编》载，其中咸福宫正殿“东壁悬汪由敦敬书《圣制婕妤当熊赞》，西壁悬《婕妤当熊图》。”
中华民国时期，咸福宫曾作为故宫博物院乾隆御赏物陈列室。2005年，长期被用作文物仓库的咸福宫对外开放，开始举办“慈禧垂帘听政史料展”，并举办宫廷原状陈列。咸福宫的开放，标志着故宫西六宫全部对公众开放。2010年起，咸福宫关闭。

## 建筑
咸福宫为二进院。主要建筑有：
- 咸福门：为咸福宫的正门，是一座琉璃门。门内有四扇木屏门影壁。[1]
- 咸福宫：为前院正殿，檐下悬挂“咸福宫”陡匾。面阔三间，黄琉璃瓦庑殿顶，形制高于西六宫的其他五宫，与东六宫相对称位置的景阳宫形制相同。前檐明间安装有槅扇门，其他各间是槅扇槛窗，室内井口天花。后檐仅明间安有槅扇门，其他各间为檐墙。殿内东壁悬挂乾隆帝《圣制婕妤当熊赞》，西壁悬挂《婕妤当熊图》。山墙两侧建有卡墙，设随墙小门通往后院。[1]咸福宫明间内北侧上方悬挂“內職欽承”匾（乾隆帝题）。明间正中的低矮地平上为一组紫檀山水人物宝座屏风，宝座两侧设有高香几，香几上有青玉太平有象，前面有掐丝珐琅炭炉。东、西两侧墙边依次陈设着紫檀雕云龙顶箱大柜、紫檀雕龙架几案以及紫檀大插屏镜子，东西墙上挂有挂屏。其中，紫檀架几案上放有紫檀嵌铜罗汉图插屏、青花瓶等陈设。[2]
  - 东配殿、西配殿：正殿前有东、西配殿各三间，硬山顶，各有耳房。[1]
- 同道堂：为后院正殿。明朝永乐十八年（1420年）与咸福宫同期建成。清朝沿袭明朝旧制，仍名“同道堂”。面阔五间，黄琉璃瓦歇山顶，檐下施有单昂三踩斗栱，梁枋绘有龙凤和玺彩画。前檐明间安有槅扇门、帘架，东次间、西次间为槛墙、支摘窗，后檐墙不开窗。室内前后檐柱之间均安有落地罩，罩内设有木炕，地面方砖铺墁，顶棚是白樘篦子糊纸。东西各有耳房三间，卷棚硬山顶，耳房前隔有小院。同道堂前台阶两侧各有两个汉白玉石台座，用以摆放香炉、神兽等等。朱家溍在《咸福宫的使用》一文中引《国朝宫史续编》卷五十五：“咸福宫后殿恭悬高宗纯皇帝御笔匾曰‘滋德含嘉’。东室高悬高宗纯皇帝御笔匾曰‘琴德簃’。西室高悬高宗纯皇帝御笔匾曰‘画禅室’”。由此推断清朝乾隆时期，同道堂作为咸福宫后殿，一度曾是皇帝偶尔起居之住所。[8]乾隆时期，同道堂明间北侧上方正中悬挂“滋德含嘉”匾（乾隆帝题）；同道堂东室悬挂“琴德簃”匾（乾隆帝题），东室内曾藏有古琴；西室悬挂“画禅室”匾（乾隆帝题），室内贮存王维《雪溪图》、米元晖《潇湘白云图》等画卷均为董其昌画禅室的旧藏，所以西室因此而得名“画禅室”。[1]咸丰时期，对同道堂的匾额进行了更换，前檐下加挂“同道堂”陡匾（咸丰帝题）。咸丰十年八月（1860年）“起居注”载：“己巳，上在咸福宫后殿传膳”、“诣圆明园”、“启銮幸木兰”等语，可知英法联军占领北京前夕，咸丰帝曾经在同道堂传膳，并已决定赴避暑山庄。晚清时期，同道堂曾作为皮衣库使用。如今为宫廷生活原状陈列。[8]
  - 同道堂西梢间：西梢间布局和东梢间一致，均为“南炕北床”格局。南侧临窗的前沿炕上设有炕桌、炕几，上摆插屏、钟表、冠架等小件陈设。西侧墙边摆放一件紫檀平头案，案上有嵌瓷插屏、天球瓶，左右两侧是一对紫檀嵌瓷扶手椅，墙上悬挂螺钿边框御笔挂对，北侧的炕罩内为固定的炕床。[2]西墙上中央挂有一幅御笔，两侧对联为“居中攬外襟懷暢，擊轂摩肩職植殷”。
  - 同道堂西次间：西次间南侧是一临窗的前沿炕，炕上正中有炕桌，两边为多宝格和炕几，上置文玩器用，临窗的墙上挂着壁瓶。和南炕相对的北侧墙上悬挂一方御笔 “宝”字圆匾，倚墙摆放一张紫檀长方桌，两侧有一对圆形扶手椅。西次间以西为西梢间，二者中间用一道隔扇门分隔。[2]
  - 同道堂明间：明间北侧上方正中改挂“襄贊壺儀”匾（咸丰帝题，正中钤“咸丰御笔之宝”印），两侧有对联“盛世寰区仍望泽，端居宵旰早关怀”，炕上设有黄龙坐褥隐枕，两侧有炕几、炕桌，上摆文玩插屏等陈设。[2]
  - 同道堂东次间：北墙上挂“译经粹室”匾[8]（咸丰帝题[8]，一说为“译经萃室”匾[2]），下面设紫檀平头案，两旁设有条桌，上摆有钟表、瓷器、古琴等物。东次间正东的门墙上悬挂着楷书“杜甫秋兴八首”挂匾（奕訢书），东次间南窗的前沿炕上有黄花梨炕桌、楠木多宝格等陈设。[2]
  - 同道堂东梢间：东墙上悬挂蓝字“克敬居”匾（咸丰帝题，右为满文，左为汉文，石青填字，正中钤“咸丰御笔之宝”印）。[8]此匾蓝字是守孝时的专用字。此匾下方是一对乾隆嵌螺钿御笔挂屏。东梢间南侧为炕罩，炕罩内是前沿炕，上有桦木圭式案、坐褥隐枕，圭式案上有掐丝珐琅砚匣、笔山，北侧的炕罩内是一固定的炕床，此种“北床南炕”格局为清朝皇宫常见的室内陈设。[2]东梢间的门上悬挂“清虚”匾，此门有挂帘。
  - 东配殿、西配殿：同道堂前的东、西配殿各三间，与咸福宫、同道堂围成一个狭长的小庭院。[1]
  - 井亭：同道堂前院落东南角有井亭一座。[1]

## 居住者
- 明李敬妃
- 清乾隆帝：乾隆年间，咸福宫改为皇帝偶尔起居之所。[1]
- 清嘉庆帝：嘉庆四年正月（1799年），乾隆帝崩，嘉庆帝住在咸福宫守孝。同年十月，嘉庆帝方才移居养心殿。[1]
- 清道光帝：嘉庆帝驾崩后，道光帝住在咸福宫守孝。[2]
- 清道光朝琳贵人（庄顺皇贵妃）[1]
- 清道光朝成贵妃[1]
- 清道光朝彤贵妃[1]
- 清道光朝常妃[1]
- 清咸丰帝：道光三十年（1850年），咸丰帝住在咸福宫为道光帝守孝。[1]守孝期满后，他仍经常在咸福宫居住。[1][2]
- 清咸丰朝康慈皇贵太妃（道光帝的静贵妃）：咸丰三年，奕訢之母康慈皇贵太妃曾在咸福宫短暂居住。[2]
- 清咸丰朝懿嫔那拉氏（即日后的慈禧太后）：咸丰五年至咸丰六年间，咸丰帝的懿嫔那拉氏曾在同道堂居住。咸丰六年，懿嫔在此生下儿子载淳（即日后的同治帝）。生子后，懿嫔很快升为贵妃，迁回储秀宫。[2]